# UTC+8
UTC+8 — восьмий часовий пояс, центральним меридіаном якого є 120 сх. д. Час тут на вісім годин випереджає всесвітній та на шість — київський.
Географічні межі поясу:
- східна — 127°30' сх. д.
- західна — 112°30' сх. д.

Відповідно, він охоплює східну смугу Євразії — Західну Якутію, східний Китай, Філіппіни, центральну частину Зондського архіпелагу, захід Австралії.
У навігації позначається літерою H (Часова зона Хотель).

## Інші назви
- Австралійський західний стандартний час
- Гонконзький час
- Китайський стандартний час
- Тайванський час
- Малайзійський стандартний час
- Сингапурський стандартний час
- Філіппінський стандартний час
- Красноярський час

## Використання

### Протягом усього року
- Час в Австралії
|  | Стандартний        | DST       |
|  | ------------------ | --------- |
|  | UTC+8 (завжди)     |           |
|  | UTC+09:30 (завжди) |           |
|  | UTC+09:30          | UTC+10:30 |
|  | UTC+10 (завжди)    |           |
|  | UTC+10             | UTC+11    |
  Австралія — част.:
  - Західна Австралія (більша частина)
  - Кейсі (антарктична станція)
- Бруней
- Індонезія — част.:
  - Балі
  - Горонтало
  - Західний Калімантан
  - Західний Судавесі
  - Західні Малі Зондські острови
  - Південний Калімантан
  - Південний Сулавесі
  - Південно-Східний Сулавесі
  - Північний Судавесі
  - Східний Калімантан
  - Східні Малі Зондські острови
  - Центральний Калімантан
  - Центральний Сулавесі
- КНР
  -  Гонконг
  -  Макао
- Тайвань
- Малайзія
- Росія — част.
  - Республіка Бурятія
  - Іркутська область
- Сінгапур
- Філіппіни

### З переходом на літній час
- Монголія — част.:
  - Улан-Батор
  - Архангай
  - Баянхонгор
  - Булган
  - Гов-Сумбер
  - Дархан-Уул
  - Дорногов
  - Дорнод
  - Дундгов
  - Селенге
  - Сухе-Батор
  - Туве
  - Уверхангай
  - Умнегов
  - Хентій
  - Хувсгел

### Як літній час
- Монголія — част.
  - Баян-Улгій
  - Увс
  - Ховд

## Історія використання
Додатково UTC+8 використовувався:

### Як стандартний час
- В'єтнам
- Камбоджа
- Лаос
- Росія — част.:
  - Республіка Бурятія
  - Республіка Саха (захід)
  - Республіка Тива
  - Республіка Хакасія
  - Забайкальський край
  - Красноярський край
  - Амурська область
  - Іркутська область
- Східний Тимор

### Як літній час
- Росія — част.:
  - Республіка Алтай
  - Республіка Бурятія
  - Республіка Тива
  - Республіка Хакасія
  - Алтайський край
  - Красноярський край
  - Іркутська область
  - Кемеровська область
  - Новосибірська область
  - Томська область